# Cercospora cistinearum
Cercospora cistinearum är en svampart som beskrevs av Sacc. 1878. Cercospora cistinearum ingår i släktet Cercospora och familjen Mycosphaerellaceae.   Inga underarter finns listade i Catalogue of Life.